# Оженин
Оженин (укр. Оженин) — село в Острожской городской общине Ровненского района Ровненской области Украины.
До 2020 года входило в Острожский район.
Население по переписи 2001 года составляло 4777 человек. Почтовый индекс — 35820. Телефонный код — 3654. Код КОАТУУ — 5624286401.

## География
Расположено на склонах оврага, по дну которого протекает небольшой безымянный ручей. Шоссейная дорога соединяет его с общинным центром — г. Острогом (в 14 километрах к югу от села) и областным центром. С Ровно село связано также железной дорогой. Население — 5000 человек.
В двух километрах от Оженина протекает река Горынь, по обеим сторонам которой зеленеют широкие луга. С севера и запада село окружают леса.

## История
По одним преданиям, название происходит от того, что в окрестных лесах было много ежевики (по-украински — ожини). Другая рассказывает о том, что у пана, который владел селом был сын (или дочь), которому долгое время на удавалось ни на ком жениться. И вот, когда это событие произошло, отец на радостях подарил молодожёнам село, которое и назвал Оженин.
Впервые Оженин упоминается в акте, датированном 1 июля 1534 года. В нём говорится, что князь Андрей Юрьевич Заславский отписал князю Илье Острожскому часть своих имений в сёлах Верхове и в Оженине «с людьми и полями, и сенокосами, с лесами и борами и дубравами, и озёрами, и данинами денежными и медовыми и куничными, и с бобровыми гоном, и с ловами звериными и птичьими, и с прудами, и со всеми пожитками». В то время Оженин входил в состав Великого княжества Литовского. Позже, по Люблинской унии 1569 года отошёл к Польше. Положение крестьян значительно ухудшилось. Усилилось их социальный и национальный гнёт. Особенно невыносимым он стал со второй половины XVI века, Когда Оженин стал принадлежать князьям Заславским. Кроме этого, тяжёлое положение крестьян ухудшали опустошительные набеги татар и феодальные междоусобицы.
Так в 1583 году Оженин был заложен его владельцем Михаилом Заславским за несколько тысяч литовских грошей Яну Комницкому. Но в этом же году Заславский силой отнял назад имение Оженин. Дело дошло до судебного разбирательства. Так что Заславский не подчинился решению суда и не вышел из Оженина, на село, защищая интересы Комницького, двинулась уездная шляхта вместе с Луцким наместником. Однако Заславский встретил их выстрелами. В это дело вмешался польский король Стефан Баторий, который своим указом 20 июня 1583 обязал Кременецкого, Владимирского и Луцкого старост ополчить шляхту всего Волынского воеводства и двинуться на имение Заславского, чтобы силой оружия вернуть Оженин Яну Комницкому. Через несколько месяцев, а именно 29 сентября 1583 князь Михаил Заславский продал Оженин вместе с селом Стадник Христофору Риминскому, а этот 10 июля 1590 года в Луцке подписал акт продажи Оженина и Стадника Ивану Одинец-Соколовскому. Последний 30 июля 1629 года перепродал эти села Даниилу Боженец-Еловицкому — подкоморию Кременецкому, последующие поколения потомков которого владели Оженином до 1939 года.
В это время Оженин был сравнительно небольшим селом, в нём насчитывалось всего 51 дым и население его составляло чуть более 300 человек. Формы эксплуатации населения владельцами села была подобна тем, которые в это время господствовали на Волыни. Поэтому в селе началась острая антифеодальная борьба. Особую остроту она приобрела в период войны под руководством Богдана Хмельницкого. В районе Оженина действовали отряды повстанцев, которые расправлялись со шляхтой. Так подкоморий Еловицкий обратился 13 апреля 1649 года к городским властям Владимира с заявлением, в котором рассказывал, что крестьяне Хорова и мещане Острога во главе с Любко Коновалом «покозачились» и напали на его имения — Стадник и Оженин, уничтожили барский архив документы на владение землей, всё его имущество. Крестьянское же имущество не пострадало.
В конце XVIII века был разрушен и Оженинский замок.
После освободительной войны Оженин остался в составе Польши. Крестьяне не мирились с жестоким гнётом. Они нападали на помещичьи имения, рубили барский лес, уничтожали помещичьи посевы. Наряду с экономическим закабалением польские власти вместе с католическим духовенством пытались окатоличить местное население. Так в 1728 году помещик Францишек Еловицкий, которому принадлежал тогда Оженин приобрёл в Риме икону Божьей Матери и установил её в униатскому костеле, куда заставлял ходить местное население, которое этому сопротивлялось.
Когда население жило в чрезвычайно тяжелых условиях, то владелец села Станислав Еловицкий в первой половине XVIII века строит в селе дворец с классическим фациатом, который опирался на дорийские колонны.
После третьего раздела Польши в 1795 году Оженин вместе со всей Западной Волынью вошёл в состав Российской империи. В конце XVIII века Оженин оставался небольшим селом. В нём в 1798 году насчитывалось 63 двора и 451 человек населения.
Местное крестьянство продолжало жить в нищете и бесправии. Крепостных, несмотря на многочисленные жалобы в земского суда, жестоко эксплуатировали польские помещики, сохранившие свои имения и многие свои привилегии. Феодальное государство, её правовые учреждения защищали интересы шляхты, не ограничивали произвола барских управляющих, арендаторов и экономов. Так, в Оженине 17 февраля 1840 эконом из дворян Николая Дидковский держал раздетого, за непокорность в колоду крепостного крестьянина Прокопчука на холоде, бил его плетью, палкой, кулаками и ногами, угрожал убить или сослать в Сибирь. От жестоких пыток Прокопчук умер.
В 1855 году крепостной Иван Стецюк жаловался губернатору Волынской губернии на издевательства помещика Еловицького над крестьянами в Оженино. Не произошло заметных изменений в экономическом положении крестьян и после отмены крепостного права в 1861 году, которое дало толчок для развития капиталистических отношений в Российской империи.
Выкупные платежи тяжелым бременем легли на плечи обнищавших крестьян. Цены же на рабочую силу в Острожском уезде, в который входил и Оженин в 1886 году, были: во время посева хлебов рабочему с лошадью платили 60 копеек, без коня — 30 копеек в день. По 20 копеек получали женщины. Некоторые крестьяне нанимались на предприятия, которые в то время начали возникать на Волыни. Часть их находила заработок на строительстве железной дороги Киев—Брест, которая прокладывалась через Оженин. В 1873 году была построена железнодорожная станция, получившая название села, в 1973 году она переименована в станцию Острог.
Через неё вывозили лесоматериал, пшеницу, сахар, в Оженин прибывали соль, железо, сталь, табак, уголь, орудия земледелия. Построение железной дала новый толчок для развития экономики села. С 1879 по 1883 год с Оженино в среднем ежегодно отправлялось более 244 тыс. пудов грузов, прибывало — более 112 тыс. пудов; выехал 12501 пассажир.
20 октября 1884 года в селе открылась и работала церковно-приходская школа в общественном помещении. На содержание учителя ежегодно крестьяне собирали по 100 рублей. В школе тогда учились 25 мальчиков и 2 девочки.
В декабре 1905 года рабочие станции Острог поддержали Всероссийский забастовка железнодорожников. Революционными настроениями были охвачены и крестьяне. Село Оженин тогда входило в Острожского уезда Хоровской волости и насчитывало 132 двора и 674 жителя.
В 1914 году в селе Оженин насчитывалось 300 мелких крестьянских хозяйств. Большое хозяйство Еловицкого насчитывало более 600 гектаров пахотной земли, 400 гектаров лугов, пастбищ и леса. В то же время крестьянские хозяйства имели 531 га, или в среднем 0.5 га на душу. К тому же эта земля неравномерно распределялась среди крестьянских хозяйств. Наиболее состоятельные, имели по 12 га. Но таких было мало. Основная масса вовсе не имела земли, или обрабатывала по одному-два гектара. Плохие орудия обработки — плуг и деревянная борона, низкая агротехника не могли обеспечить высоких урожаев. Кроме того, более половины хозяйств не имели лошадей.
Первая мировая война принесла большое горе и беды жителям Оженина. Более половины трудоспособных мужчин было мобилизовано на фронт.
В 1917 году усилиями революционно настроенных солдат, возвращавшихся по железной дороге через Оженин домой, в селе создается ревком, который возглавил крепостных бедняк Назар Игнатьевич Горбатюк. В числе других мероприятий, которые проводил ревком, было распределение помещичьей земли.
Но приход в марте 1918 года немецко-австрийских и польских захватчиков прервал деятельность комитета, члены которого были арестованы и брошены в тюрьмы.
В мае 1919 года в районе Оженина происходили столкновения между петлюровцами и Первой Украинской Советской армией. В августе 1919 года село было захвачено польскими войсками. Летом 1920 Оженин стал ареной боёв буденновцев и поляков.
В итоге территория Западной Волыни, в том числе и Оженин, отошли с осени 1920 года в состав Польши. Село относилось к Хоровской гмины Острожского повята Волынского воеводства. В селе 30 сентября 1921 было 155 жилых домов и проживало 865 жителей.
Как и на всех западнорусских землях, крестьяне Оженина испытывали национального и религиозный гнет. Об обнищании основной массы крестьян свидетельствуют сведения об их землепользования. Большинство крестьянских хозяйств Оженина имело небольшие земельные участки в 1—2 га. Купить ещё крестьянин не мог, потому что 1 га стоил 1100—1200 злотых, а один центнер зерна — всего 13—15 злотых. Цены же на сельскохозяйственные продукты все время падали. Так в 1932 году цена малой свиньи составляла от 50 грошей до 4 злотых, большой — 30 злотых, коровы — 60—75 злотых, воз моркови стоил 4 злотых, литр масла — 3 злотых, одно яйцо — 6 грошей. К тому же донимали крестьян и чрезмерным количеством налогов, которые насчитывали до 70 видов.
Кроме поземельного налога, из них взимали на самоуправление, усадебный, сравняли, облагалась каждая голова скота, каждое плодоносящее дерево. Крестьяне платили также многочисленные пошлины: за въезд в город, за пользование мостом, получение того или иного свидетельства, за право забивать скот. Тяжёлым бременем ложились на плечи трудящихся различные штрафы, дорожная повинность и другие принудительные работы. Все это крайне разоряли крестьянские хозяйства. Польский сейм установил ещё и такие новые налоги: кризисный налог 5—4 %, отмена прогрессии и дегрессии, увеличение гербовых оплат на 40 %, почтовых платежей, налог на освобождение от военной службы, налог по 4 кг картофеля и 1 кг зерна для безработных, увольнения в промышленности всех, кто происходит из села (если они имеют только несколько квадратных метров земли).
За неуплату крестьянами налога пан мог конфисковать их имущество. Хозяйства постепенно разорялись, безземелья, низкая производительность хозяйств приводило к тому, что большинство селян не доедала, а иногда и просто голодали. После уплаты всех налогов и повинностей большинстве крестьян хлеба не хватало до нового урожая.
Не выдерживая нищеты и голода, некоторые крестьяне бросали свои хозяйства и в поисках лучшей доли эмигрировали за границу — преимущественно в США и Канаду. Так из Оженина выехало несколько семей.
Низкой была оплата крестьян. Батрак получал 100—120 злотых ежегодно. Подёнщики зарабатывали ещё меньше. Их денежная заработная плата колебалась, в зависимости от категории работников, от 70 грошей до 2 злотых в день.
Социальный гнёт дополнялся и политическим бесправием и национально-религиозным угнетением. Получить квалифицированную работу украинец не мог, не приняв католичество. Украинцев не принимали на работу, их беззаконно увольняли. Особенно много уволили железнодорожников украинского происхождения весной 1921 года, если железнодорожная линия Радивилов—Здолбунов—Оженин отошла из Львовской в Радзивиловскую дирекцию железных дорог. В апреле этого года администрация железной перед выдачей заработной платы заставила железнодорожников дать расписки в том, что они не будут иметь никаких претензий в случае их увольнения по сокращению штатов. И, как следствие — из 40 семей, которые работали на станции Оженин, украинских было всего пять.
Многие жители работали на строительстве шоссейной дороги Оженин—Острог. Оплата труда была низкой, из-за чего дорога строилась медленно. С 1923 по 1927 год проложено было всего 75 километров. На её строительство местном самоуправлении отпустило 90000 злотых. С 1928 года начал курсировать автобус Оженин—Острог. Но им могли пользоваться только богатые, потому оплата за проезд была высокой. В 1928 году в Оженино начали работать почта и телеграф.
В мае 1924 года в Оженине, как и в других селах Острожского уезда, побывала карательная экспедиция в составе 40 полицейских и военного отряда улан. Экспедиция искала тайный склад оружия и военные вещи. Село окружили солдаты, никого из него не выпускали, задержанных невинных били.
В окрестностях Оженин действовали партизанские отряды, которые боролись против польского засилья. Так в 1924 году партизанский отряд совершил налёт на село Стадник.
Не беспокоились польско-шляхетские власти и о развитии культуры и образования в селе. Клуба не было, библиотеки тоже. В школьной библиотеке можно было взять книги, но на польском языке. Некоторое время в селе действовала читальня «Просвиты». В ней насчитывалось несколько десятков книг украинских и русских писателей. Но её вскоре закрыли.
В 1936 году в Оженино было 150 хозяйств и 832 жителя.
В 1939 году на западноукраинские земли пришла Красная армия. В селе был создан временный комитет, который возглавил безземельный крестьянин Иван Францевич Сорочинский. Состоялись выборы в Народное Собрание Западной Украины. Депутатом от села Оженин была бывшая крестьянка-наймичка из села Стадник Ульяна Васильевна Ефимчук-Дячук. Она выступала на Народном собрании во Львове, а позже на внеочередной сессии Верховного Совета СССР.
В январе 1940 года в Оженине был образован сельсовет. В декабре 1940 года состоялись выборы в местные советы. В этом году образовалась комсомольская организация, секретарём которой был избран Александр Юрченко.
В селе было роздано 332 га помещичьей земли 182 малоземельным и безземельным дворам, а на 5 декабря 1940 года в селе 182 двора имели в своем пользовании 529.5 га земли, в том числе 419.6 га — пахотной.
В феврале 1941 года 20 хозяйств насильно объединили в колхоз, названный именем Ворошилова. В марте 1941 года в колхозе был 161 га земли 12 пар лошадей. Поля помогали засевать тракторы Оженинской МТС, организованной в 1940 году в бывшем имении Еловицкого.
На 1 января 1941 МТС имела 9 тракторов, 1 автомашину, 20 тракторных плугов, 4 тракторных сеялки, 4 жатки 7 молотилок. К концу 1941 года в колхозе было засеяно 63 % площадей, отведённых под яровые.
В Оженине начала работать семилетняя школа. В сельском клубе, открывшемся в начале 1940 года, в одном из бывших помещений имении Еловицкого, начали работать кружки художественной самодеятельности. Но нападение фашистской Германии вновь принесло в деревню войну.
В конце июня 1941 года в районе Оженино советские войска вели ожесточённые бои с немецкими войсками. Но советская армия неумолимо отступала на восток. 3 июля 1941 в Оженин вошли гитлеровские оккупанты.
Захватчики беспощадно грабили население, они забрали 196 коров, 12 лошадей, 34 свиней, птицу. Оккупанты жестоко наказывали за малейшую попытку сопротивления. Произвол оккупантов вызвала упорное сопротивление жителей Оженина. Они шли в партизаны, помогали народным мстителям.
В самом селе действовала подпольная группа, которая возникла в начале 1942 года и вошла в состав Острожской подпольной организации. В конце года группа уже насчитывала 40 человек. Возглавлял её заместитель председателя Острожского подпольного комитета К. М. Дмитрук. Для безопасности и лучшего наблюдения за движением поездов по станции Острог Дмитрук устроился на железнодорожной станции Острог села Оженин в пункт заготзерна. Впоследствии к подпольной работе он привлек техника В. Г. Бузюна, который жил на станции и мог наблюдать за движением поездов ночью. Таким образом, наблюдения велись круглосуточно. Разведывательные данные передавали в Острожский подпольный комитет, а затем партизанскому отряду А. З. Одухи. Подпольщики всячески вредили оккупантам: засыпали песок в буксы вагонов, грузили их песком, мусором, битым стеклом вместо зерна, делали в полу отверстия и т. д. В 1942 году на северо-западной окраине села был пущен под откос вражеский эшелон со снаряжением. В июле 1943 года К. М. Дмитрук вместе с В. Г. Бузюном и рабочим пункта заготзерна М.Шведом собрали разведданные о расположении огневых точек на железнодорожной линии, состояние охраны железнодорожного моста через Горынь, что вблизи села Бродова. После соответствующей подготовки диверсионная группа отряда Д. М. Медведева подорвала мост. В течение двух недель движение вражеских поездов на железной дороге Здолбунов—Шепетовка было прервано.
В январе 1944 года войска Первого Украинского фронта (командующий — генерал армии Н. Ф. Ватутин), разворачивая Ровно-Луцкой наступательной операции против фашистских войск, начали бои на подступах к Оженину. 28 января 1944 870-й стрелковый полк двести восемьдесят седьмой стрелковой дивизии обошёл деревню, где находился узел сопротивления противника, с юга через лес. Оставив в районе Оженина один стрелковый для прикрытия действий главных сил с тыла, командир полка подполковник А. Г. Писарев двумя батальонами начал развивать наступление вдоль железной дороги на Здолбунов. Гарнизон врага в Оженино силой до двух пехотных батальонов, чтобы избежать угрозы окружения, спешно покинул село. 5 февраля 1944 Оженин был освобождён от оккупантов.
85 жителей вступили в ряды Красной Армии, чтобы своим непосредственным участием внести вклад в разгром гитлеровцев. 46 из них отдали жизнь за Родину.
В феврале 1944 году возобновила свою работу совет. Прежде он распределил между крестьянами 150 гектаров помещичьей земли, которую во время оккупации отобрали гитлеровские захватчики. Члены земельной комиссии направили свои усилия на своевременное выполнение весенне-полевых работ. Начала ремонтировать помещения и технику Оженинская МТС. В 1944 году на её восстановление государство отпустила 40 тыс. руб. МТС заключила договоры с крестьянскими хозяйствами — семьями красноармейцев, инвалидов Второй мировой войны и бедняцкими хозяйствами на выполнение тракторных работ.
Оженинский сельсовет выступил инициатором соревнования за сбор урожая в течение 6 дней, за своевременный обмолот и выполнения хлебозаготовок. Взяв шефство над шахтой им. 1 мая в Донбассе, сельсовет решил отправить шахтёрам продукты. По примеру Оженинского сельсовета все сельсоветы района передали коллектива подшефной шахты значительное количество продуктов. Шахтёры в свой ответ дали слово добыть сверх плана 200 тонн угля и отправить его в район. Постепенно налаживалась мирная жизнь. В 1945 году государство выделило 30 кубометров лесоматериала для строительства домов семьям военнослужащих, демобилизованным, выделены крестьянам почти 150 га земли.
Силами общественности был отремонтировано помещение семилетней школы и все дети школьного возраста сели за парты. На нужды школы государство отпустила в 1946 году почти 31 тыс. руб., на обучение по ликвидации НЕ письменности и мало письменности — 1,8 тыс. руб.
Сельскую библиотеку и клуб было решено открыть в конце 1945 года. Сельский совет ассигновал на их содержание около 12 тыс. руб.
Конце 1948 года 12 крестьянских хозяйств подали заявления о вступлении в колхоз, а 29 марта 1949 колхоз им. Ворошилова было восстановлено. 10 октября 1950 колхозы им. Энгельса (Высокого хутора) и им. Свердлова (села Бродова) объединились с колхозом им. Ворошилова. В 1951 году создан колхозную партийную организацию. В сентябре 1957 колхоз назвали именем Богдана Хмельницкого, а с объединением его в 1959 году с артелью «Дружба» села Краева он получил название «Красная звезда».
Вместе развивалась и промышленность. В селе работали отделения райобъединения «Сельхозтехники», хлебоприёмные пункты, пункт заготзерна, железнодорожная станция, лесосклад, хлебозавод.
В 1967 году на территории Оженино начал работать Острожский плодоконсервный завод, а с 1968 года — Острожский сахарный завод. На его строительстве рядом с украинцами трудились русские, грузины, белорусы, молдаване. Различные машины, приборы, транспортеры и другое оборудование привозили из Чехословакии, Венгрии, Болгарии, Югославии, ГДР. Мощность сахарного завода — 30 тыс. центнеров переработки свеклы в сутки. Во время сезона сахароварения на нём работало 1200 человек, в ремонтный период — 600—700 человек.
Плодоконсервный завод имел цеха: консервный, безалкогольный и консервно-засолочный. Мощность завода составляла 6 млн условных банок консервов в год. На заводе работало 340—380 человек, в осенне-зимний сезон — до 580 человек.
Средняя общеобразовательная школа была построена в 1968 году.
С 1964 года село получает ток с Добротворской ГРЭС. Действовали два отделения связи. За годы восьмой пятилетки здесь построено 146 жилых домов, несколько типичных три и четырёхэтажных дома.
После получения Украиной независимости созданная за годы советской власти экономика стала стремительно разрушаться и, как следствие, в 1998 году закрылся хлебозавод, а в 2001 году — плодоконсервный. Сахарный завод работает не на полную мощность. Все крупные магазины закрылись, на их местах появились бары и рестораны. Колхоз реорганизован в частное предприятие «Звезда». Большинство населения деревни в поисках работы выезжают за границу, и нередко там оседают.

## Известные люди из Оженина
- Влодек, Пётр Афанасьевич — протоиерей Украинской православной церкви (Московского патриархата), ректор Волынской и Киевской духовных семинарий.
- Жох, Олег Сергеевич — армрестлер, действующий чемпион мира по армспорту на левую руку в весовой категории до 70 кг, мастер спорта международного класса, заслуженный мастер спорта Украины.